# 港市国家

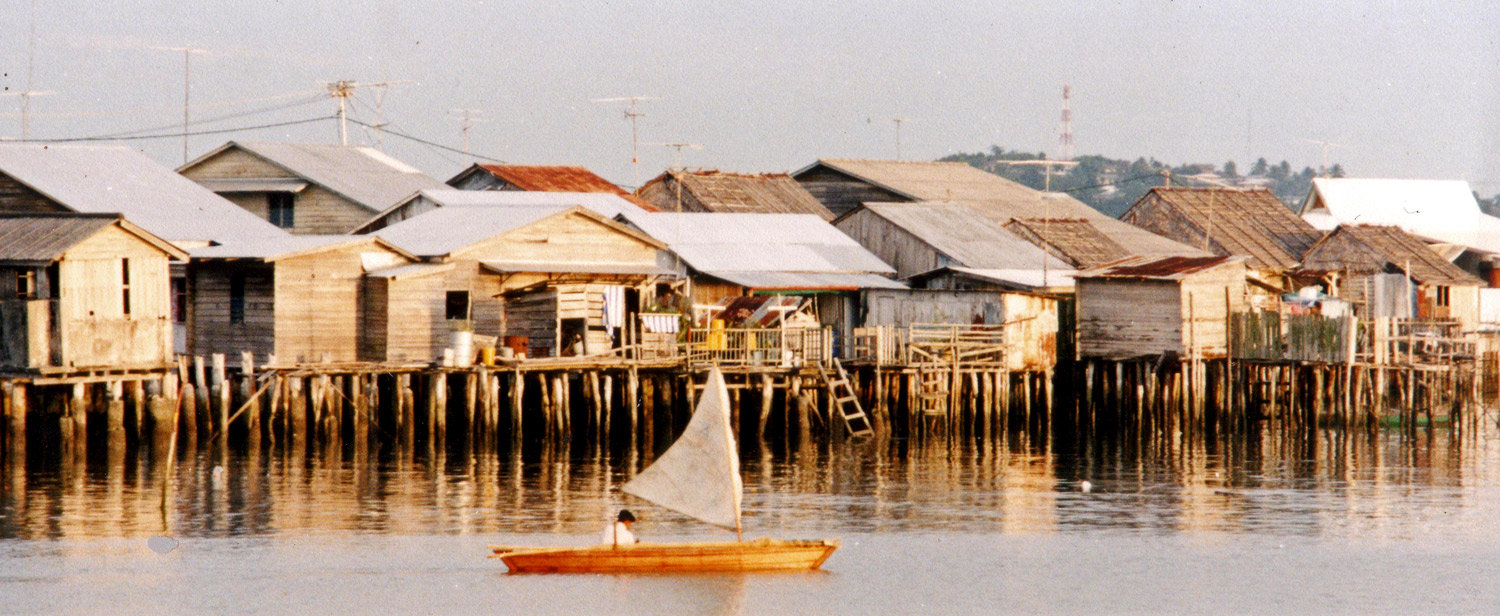
リアウ諸島（現インドネシア）のマレー式水上集落

港市国家（こうしこっか）は、近代以前の東南アジアにおいて出現した、港市が中心となって周辺海域を支配し、領域や人民よりも交易のネットワークに基盤を置く国家である。陸上交通に困難さをともなう地域においては特に、海上交通の要所に貿易港と集散地を兼ねた港市が形成され、そのなかでも外部の文明とのつながりの強い港市が中心となって周辺海域を支配する港市国家が成立した。「港市国家」の用語は、当初、和田久徳がマラッカ王国について構想した概念であったが、今日では交易中心の国家全般を指すようになっている。

## 概要

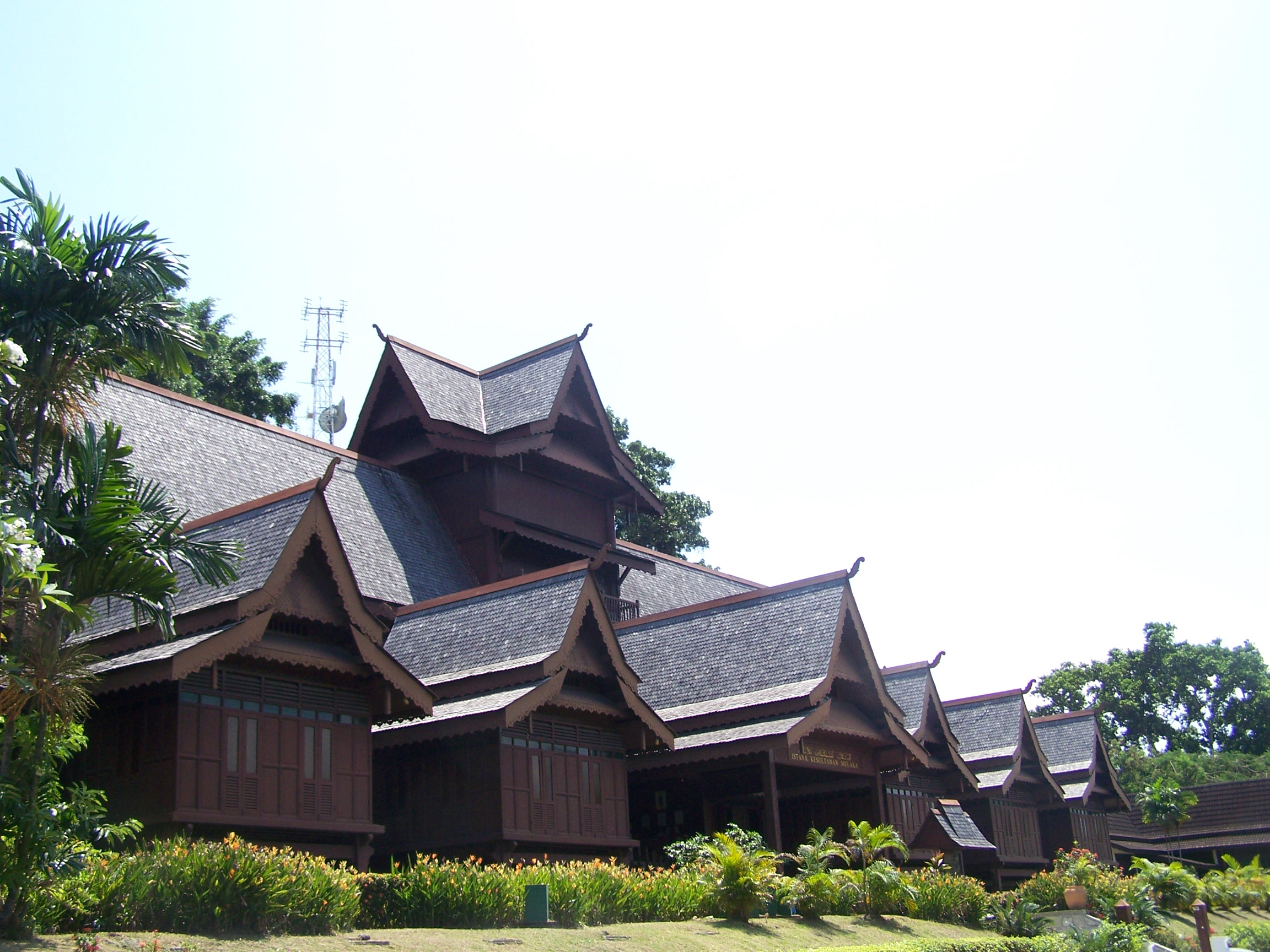
『スジャラ・ムラユ』の記述をもとに復元されたマラッカ王国の王宮

港市国家とは、19世紀までに形成された東南アジアの伝統的国家に関するひとつの国家類型であり、以下のような特徴をもつ。
1. 河川の河口部に形成される港市すなわち経済の中心と、王都の所在地すなわち政治の中心とが同一地点にあるか近距離にあって、両者が密接な連関を有する。
2. 農業をはじめとする地域の生業が交易の内容と深い関係を有し、両者が共存・共生の関係にある。
3. 港市の所在地が同時に文化の中心でもある。

換言すれば、港市国家とは、典型的な交易中心型の国家である。
東南アジアで港市国家が発達した要因として、その位置が、ヨーロッパ、西アジア、インドなどの西方世界と、中国や日本を含んだ東方世界とを結びつける海上交通の大動脈が通過する要衝にあたり、また、気象のうえでは、「貿易風」と称せられる熱帯モンスーン（季節風）の影響が考えられる。前近代のダウ船やジャンク船の航行では、季節風の影響で両者の往復に通常2年の歳月を要したが、東南アジアの港市との間を往復するだけであれば、その半分以下の時間しかかからなかったため、この地域がインド洋海域と南シナ海海域とをむすぶ中継貿易のセンターとして発達したのである。さらに、東南アジアは香料、香辛料、染料など様々な商品の産地でもあった。そのため東南アジアでは古来、周辺地域の産品を集荷し、輸出に好適な条件をそなえた地点に多数の港市が営まれ、各地にそうした港市を存立基盤とする港市国家が建てられたのである。
日本の東南アジア史研究では、一般に植民地時代以前の東南アジアの国家は「港市国家」の用語で言及されることが多いが、元来は東南アジア史家の和田久徳が、イスラーム教を奉じて14世紀末に成立したマラッカ王国を念頭に置いて構想した概念であった。しかし、その後、マレーシアの歴史研究者カティリタンビ・ジャヤ・ウェルズ(J. Kathirithamby-Wells)によって提唱された" port-polity "の概念と内容がたがいに似ていたため、こんにちでは、「港市国家」は" port-polity "の訳語として用いられるにいたっている。
港市国家としては、1世紀末ないし2世紀初めにインドシナ半島に建てられた扶南、ベトナム中部にあって、2世紀ころ漢の支配を脱して独立したチャム人によって建国されたチャンパ王国、マラッカ海峡沿岸を中心に7世紀に興隆して14世紀まで勢いを保ったシュリーヴィジャヤ王国、14世紀に一大海上帝国を築いたマジャパヒト王国、14世紀中葉から18世紀後葉までつづいたタイのアユタヤ王朝、15世紀にスマトラ島北端に成立したムスリム国家のアチェ王国、また、バンテン王国、ジョホール王国、マカッサル王国(ゴワ＝タッロ、現:マカッサル)などがあり、マラッカ王国はその典型的事例である。
上述のように、港市国家では多くの場合、王都が同時に港市であるか、あるいは少なくとも互いに密接な関係をもっていて、これら港市は、商品の産地たるべき内陸部や周辺海域などの後背地と、国際的な広がりをもつ外界とを結節する窓口としてのはたらきを有してきた。ここにおいて、王都はすぐれて国際的な空間であって、諸地域から来訪した人びとが、出身地ごとに居住区が定められてそこに定住した。また、港市国家では一般に、それぞれ独立性が強く、地理的にもたがいに点在する諸港市との結びつきを深めるために、外来の宗教や文化がさかんに利用されたため、新しい宗教もまた王によって保護された。シュリーヴィジャヤ王国における大乗仏教やマラッカ王国におけるイスラーム教などはそうした事例に属する。

## おもな港市国家とその歴史

### 扶南とチャンパ

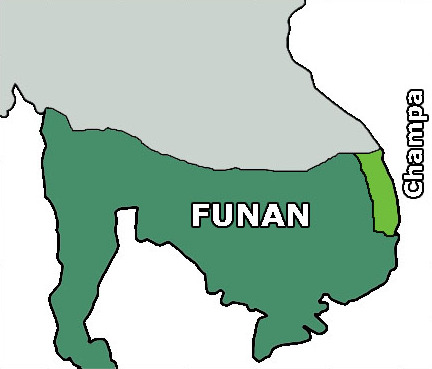
3世紀の扶南とチャンパ

港市国家の最も初期の例とみられているのが、メコン川の下流域に1世紀から2世紀にかけて建国され、7世紀ころまでつづいた扶南である。扶南は、バラモンを指導者とするインド系移民たちが定住し、周囲の住民を服属させて建てた国といわれており、建国神話もインド文明の影響が濃厚である。この国は3世紀から6世紀にかけて最盛期をむかえ、4世紀末、建国者と同じカウンディヤという名のバラモン僧がインドから到来して王として即位し、政治改革をおこない、また、インド風の文物をもたらした。扶南が海上交易によって栄えていたことは、インドシナ半島突端に近い貿易港オケオから中国の後漢や六朝文化（南朝の諸王朝）の文物やインドの仏像・シヴァ神像・ヴィシュヌ神像のほか、遠くローマ帝国の金貨・宝石・ガラス玉などが数多く出土していることでも裏付けられる。また、『呉時外国伝』によれば、扶南にあっては、長さ約23メートル、幅1.4メートルの木造船が建造され、40人ないし50人の漕ぎ手が配置されて、航行する際には長い櫂、停止する際には短い櫂を号令に合わせて一斉に動かしたとされている。
扶南につづいて興ったのが、現在のベトナム中部を本拠としたチャンパ王国であった。ここにはオーストロネシア系のチャム人が住んでおり、漢の日南郡が置かれていたが、192年、現地の下級官吏であった区連という人物が後漢の衰退に乗じて中国に叛き、日南郡最南端の象林県で独立政権を建てた。耕地に乏しい同国は、肥沃な土地を求め、しばしば中国支配下のベトナム北部に攻撃を加えた。
ユーラシア大陸の東西をむすぶ「インド洋ネットワーク」は、当初マレー半島をクラ地峡で横断するルートが主流であったため、東南アジアの物産はインドシナ半島東部に基盤を置く扶南やチャンパが最大の集散地であった。しかし、その後、7世紀から8世紀にかけてムスリム商人が来航するようになると、マラッカ海峡を経由するルートが多く用いられるようになっていった。

### シュリーヴィジャヤ王国とマジャパヒト王国

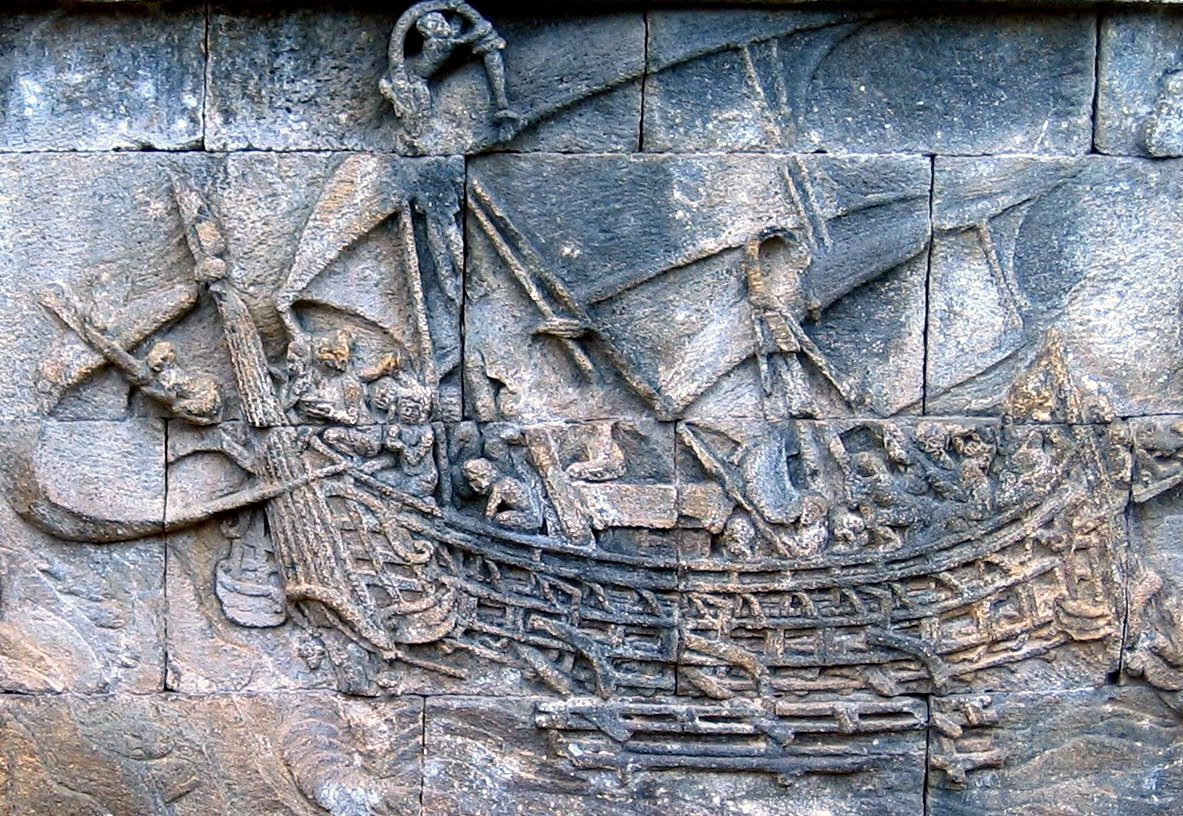
ジャワのボロブドゥール遺跡（シャイレーンドラ朝）に刻まれた当時の帆船のレリーフ（浮彫彫刻）

太平洋とインド洋を結ぶ海上交通の要路となったマラッカ海峡の港市を基盤としたのが、7世紀にスマトラ島南部に興ったシュリーヴィジャヤ王国である。唐の義浄は、インドへの留学の前に5ヶ月、留学を終えてインドからの帰途には10年ものあいだシュリーヴィジャヤに滞留し、サンスクリット語の仏典の筆写とその漢訳をおこなった。帰国後に彼が著した『南海寄帰内法伝』には、シュリーヴィジャヤには1,000名あまりの仏僧がいて、仏典研究のレベルもインドのそれにおとらないと記している。義浄は復路、クダ（マレーシア・クダ州）からシュリーヴィジャヤの首都に入ったが、首都は現在のパレンバン（インドネシア・南スマトラ州）のあたりにあった。シュリーヴィジャヤは、一時、ジャワ島を本拠とするシャイレーンドラ朝の勢力におされて衰退したが、政争に敗れて亡命したシャイレーンドラ王家のパーラプトラを王としてむかえ、勢力を盛り返した。

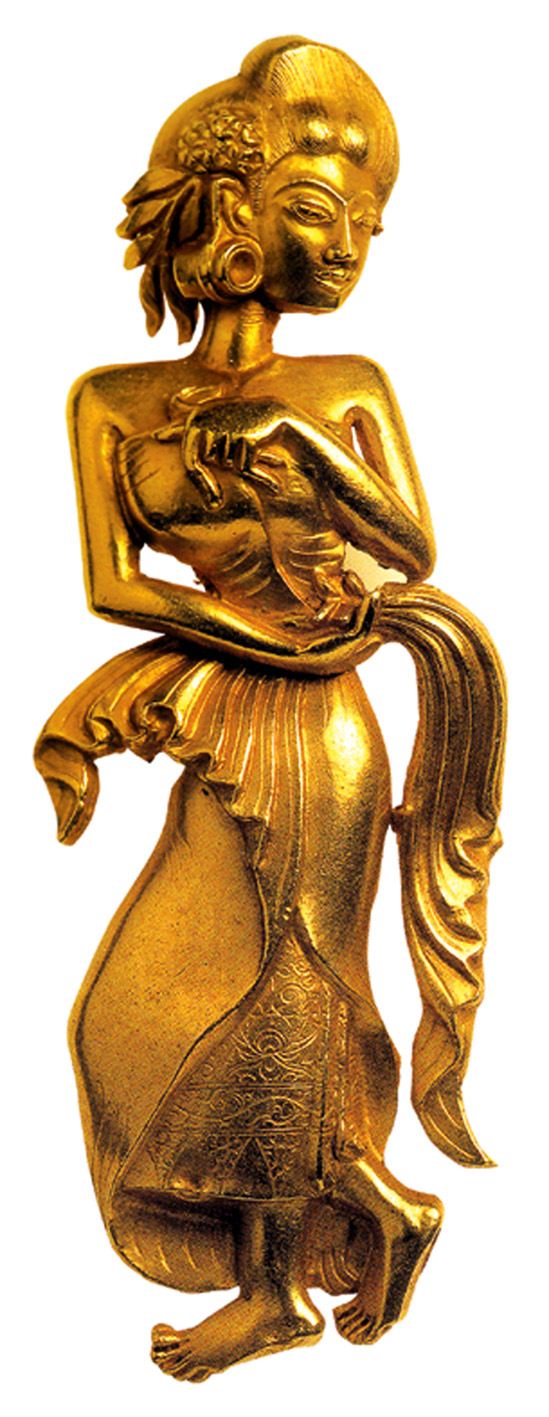
マジャパヒト王国の「黄金の天女」

唐が衰えると、陸上の「オアシスの道」「草原の道」の通行は必ずしも安全なものとはいえなくなったが、そのことは逆に「海の道」への依存を飛躍的に増大させることとなり、シュリーヴィジャヤの隆盛に拍車をかけることとなった。五代十国を経て宋建国に至る10世紀の前半から中葉にかけては、イブヌル・ファキーフやアブー・ザイドなどアラビア語で記された地理書や旅行記にシュリーヴィジャヤの繁栄が記されている。また、宋代には漢民族もさかんに南海貿易に進出するようになり、周去非『嶺外代答』や趙汝适『諸蕃志』など東南アジアに関する優れた書籍もあらわれた。これらによれば、シュリーヴィジャヤは、東はジャワ島、西はアラビア半島や南インドなどの各地から来航する船舶で王国付近の海域を利用しない船はなく、もし、入港しないで通過しようとする商船があれば、王国は水軍を出して攻撃を加えたこと、また、パレンバンの港には鉄の鎖があり、海賊の来航には鎖を閉じ、商船の来航にはこれを開いて迎えたことなどを記している。シュリーヴィジャヤは、やがて、10世紀から11世紀にかけてジャワに本拠を置くクディリ王国やインド南部のチョーラ朝の攻撃を受けたが、これは王国がマラッカ海峡海域の貿易を独占していたためであった。あいつぐ抗争で弱体化したシュリーヴィジャヤは、14世紀にはジャワ島に本拠を置くマジャパヒト王国からの征服を受けた。
マジャパヒト王国は、内陸部の水田農業に基盤を置いて勃興したヒンドゥー教国家であったが、ジャワ島北海岸の港市を支配下に入れたことで大発展が可能になった。ジャワ北岸の商人たちはそれぞれの港市を根拠地に、その頃から需要が増大しつつあったモルッカ諸島の香料をジャワ以外の主要港市に運ぶ中継貿易をになっていた。この王国は、14世紀の一時期、宰相ガジャ・マダによって、マレー半島からスマトラ・ジャワの両島、さらにカリマンタン島南岸をも支配する広大な海洋帝国を建設した。

### アユタヤ王朝

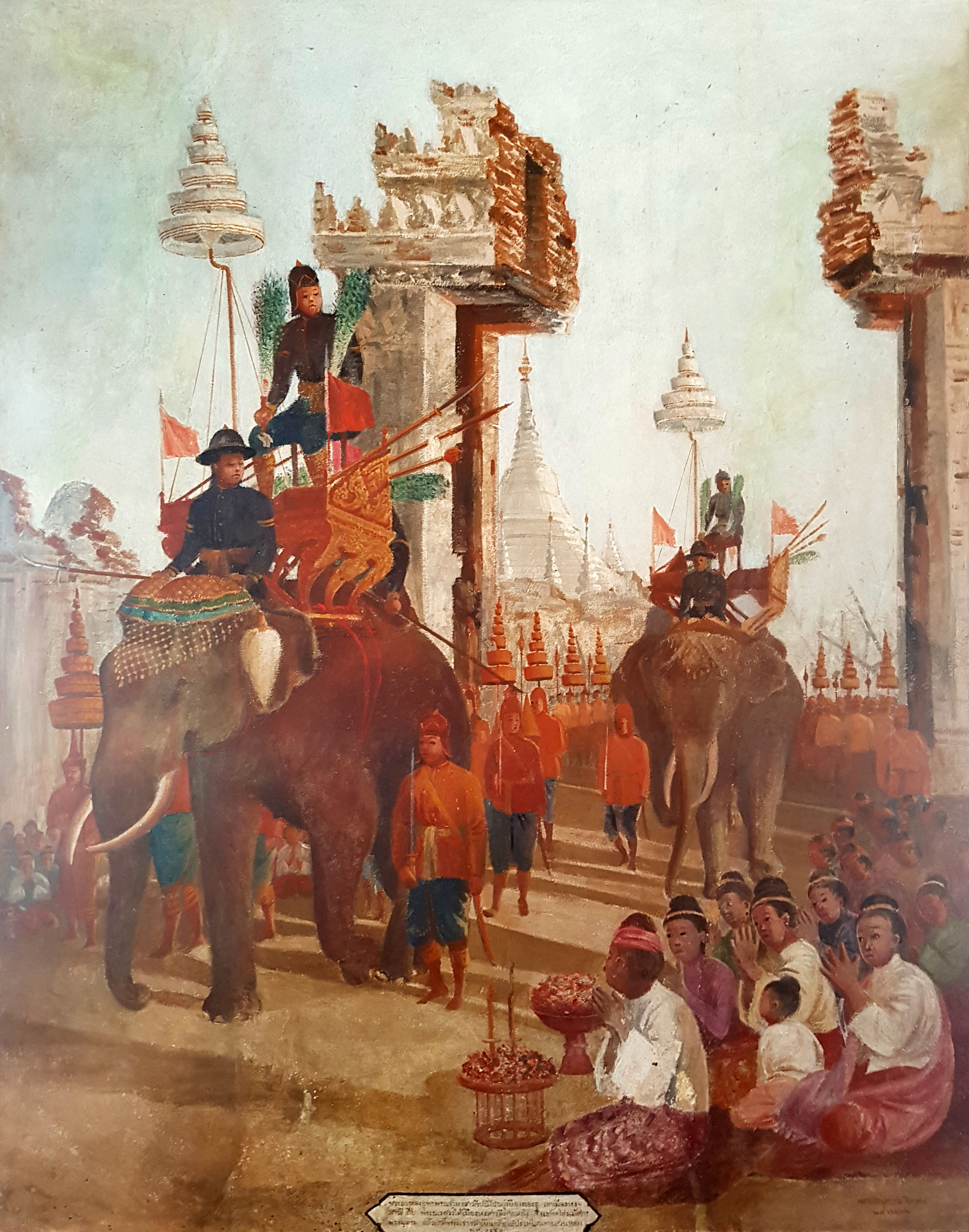
1600年、放棄されたタウングー王朝の都ペグーに入場するナレースワン国王

1351年にシャム（タイ）に建国されたアユタヤ王朝もまたシュリーヴィジャヤやチャンパと同様の交易国家であり、王室は外国貿易から莫大な利潤を得ていた。「王室管理貿易制度」を高度に発達させたアユタヤ王朝は、王権が「仏教の擁護者」であることをもって正統性を主張し、中国の明王朝と通好して他の諸国にくらべ最も多くの使節を派遣し、また、タイ史上はじめてヨーロッパ人をむかえた国家でもあった。王宮のあったアユタヤ（現アユタヤ県）は、河口から100キロメートルほどの距離にあったが、チャオプラヤー川は大船が往来できるほどの川幅をもつ大河川であり、貿易港としても繁栄した。
アユタヤは島嶼部の港市とは異なり、内陸に広大な後背地を有し、米や鹿皮、蘇木、象牙、沈香、錫など後背地の物産の一大集積地でもあった。アユタヤ王朝は、一方ではタイ湾沿岸の港市群をおさえて南シナ海から東シナ海へとつながる東方への交易ネットワークを確保した。有名なアユタヤ日本人町の形成は14世紀にまでさかのぼる。
その一方で、アユタヤ王朝は、マレー半島西岸基部の港市群をおさえてベンガル湾方面へとつながる西方への交易ネットワークを確保し、ナレースワン王時代の16世紀後半には、ミャンマーのタウングー王朝との抗争でタヴォイ（現在のダウェイ）やテナセリム（現在のタニンダーリ管区）などインド洋側の良港を獲得したため、王室貿易はさらに活発化した。
アユタヤにとって特に重要な市場は日本であった。鹿皮や鮫皮、蘇木などはとくに日本向けに特化した産品であった。江戸時代初期の1604年（慶長9年）から1635年（寛永12年）までの日本からの朱印船では355隻中55隻を占め、ベトナム北部の交趾に次いで第2位であった。
アユタヤの日本人町の人物として、日本ではソンタム王の信任を得た17世紀前半の山田長政が著名である。17世紀後半には、ナーラーイ王のもとでイギリス人とギリシャ人の混血であったコンスタンティン・フォールコンが抜擢され、事実上、アユタヤ王朝の大蔵大臣兼外務大臣の役割を果たした。

### 「交易の時代」とマラッカ王国

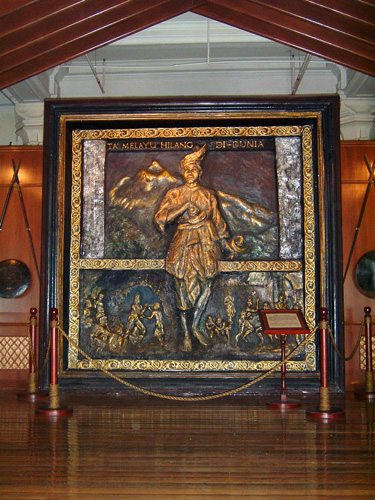
15世紀に現れた伝説の戦士でマレーの英雄ハン・トゥア（クアラルンプールのマレーシア国立歴史博物館に出展されたブロンズ製のレリーフ）

15世紀から17世紀にかけての東南アジアは「交易の時代」（大交易時代）と呼ばれる時代に入る。これは、およそ1450年代から1680年代にかけての時期であり、ヨーロッパ中心史観では「大航海時代」「地理上の発見」などと称されてきた時代とも重なっているが、東南アジアに関していえば、実態としては既にある程度一体化されていたアジアの海にヨーロッパ人がおくれて参入しただけのことであった。「交易の時代」を現出させていった契機としては13世紀以降のマラッカ海峡周辺の住民のイスラームへの改宗と15世紀前半の明の鄭和による7次にわたったインド洋大遠征があげられる。
13世紀以降、スマトラ島北部やマレー半島の住民のムスリム化が進行している。13世紀末にスマトラ島北端のペルラクに5ヶ月間滞留したマルコ・ポーロは、北スマトラの人びとがさかんにイスラームに改宗していることを『東方見聞録』のなかに書き残しており、これが当地の改宗を記録した初出の史料となっている。アラブ人の来航やイスラーム教の伝来から数世紀経過した13世紀という時期にムスリム化が急速に進展した理由として、インドでのめざましいイスラーム化の進展がみられたのがやはり13世紀であり、インドの文化の影響の受けやすい東南アジアへはインド系のムスリム商人がもたらしたと考えられること、また、この時代にさかんだったのはイスラームのなかでも布教に熱心だった神秘主義教団スーフィーだったことなどが掲げられる。東南アジアのイスラーム化は、マラッカ王の改宗説話に端的に示されるように、大量の移民や軍事的征服によらずして既存の王国全体が王を頂点としてイスラームに改宗したことが特徴的であり、それは諸港市をむすび秩序づける規範ないし紐帯として機能した。そして、14世紀末から15世紀初頭にかけて、マレー人によるムスリム政権としてマレー半島北西部にマラッカ王国が成立し、シュリーヴィジャヤとマジャパヒトの両勢力を抑えてマラッカ海峡の両岸を支配し、海洋国家をきずいたのである。マラッカ王国は、タイのアユタヤ王朝と対抗するために明に朝貢し、鄭和の西征もこうしたマラッカ王国の動きに対応したものであった。
マラッカ王国の首都であったムラカ（英名マラッカ）には、港務長官が4名もおり、第一長官はインド西海岸のグジャラート州、第二長官は南インド、ベンガル州およびビルマ（ミャンマー）、第三長官は東南アジア島嶼部、第四長官は中国（明）、琉球王国、チャンパをそれぞれ担当地域としていた。ムラカは、商人や船員、通訳、港湾労働者、人や物流を管理する吏員、船乗りや商人の相手をする遊女などでにぎわったのである。
「交易の時代」に入り、貿易船の航路にあたる沿岸諸地域には港市が発達し、人や物産・情報の交流が活発化して諸地域がたがいに緊密に結ばれ、さらにまた、交易のもたらす富が港市の発展を促した。16世紀初頭、ポルトガル人トメ・ピレスの『東方諸国記』は、ムラカの港市は「商品のために作られた都市で、その点では世界中のどの都市よりもすぐれている」と絶賛しており、そこでは、カイロ・メッカ・アデンのムスリム、アビシニア人（エチオピア人）、キルワやマリンディなどアフリカ大陸東岸の人びと、ペルシャ湾沿岸のホルムズの人、ペルシャ人、ルーム人（ギリシャ人）などが集まったとし、さらに「62の国からの商人が集まり、84もの言葉が話されている」と記している。
しかし、そのような港市国家の繁栄はヨーロッパ諸国の進出を招くこととなった。ポルトガルによってムラカが占領されたのは1511年のことである。マラッカ王国のスルタン、マームド・シャーはポルトガル船隊の15倍の兵力を有していたといわれ、攻防戦は熾烈をきわめたが、最終的に華僑がポルトガル側についたことが勝敗を決したといわれている。

### マラッカ陥落後の港市国家

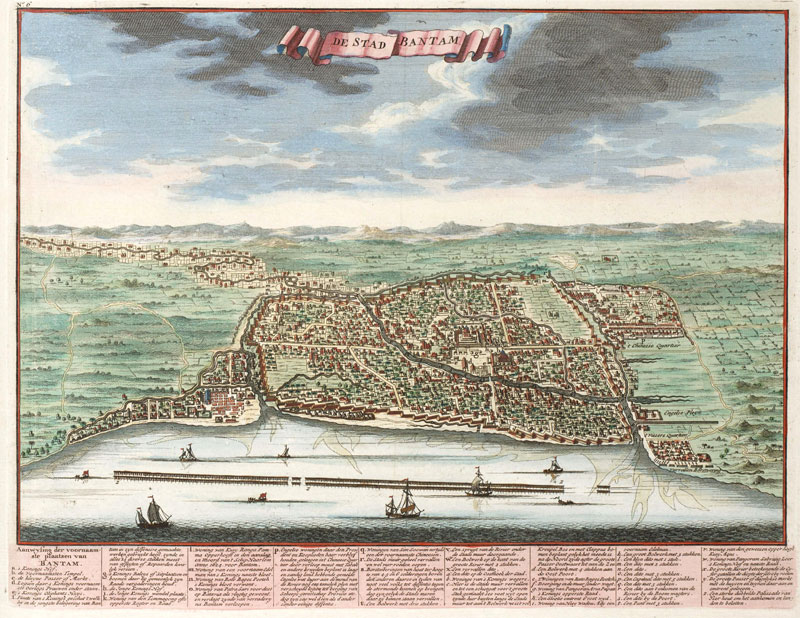
1724年のバンテン市街の絵地図

マームド・シャーはムラカ（マラッカ）南方のムアルに逃れてマラッカ王国の再起をはかったが失敗し、さらにパハンやビンタン島に移って体勢を立て直し、数度にわたってムラカ奪回を試みたが失敗した。マームド・シャーの子息アラウッディン・リアヤト・シャーは、マラッカ王室の分流であったパハン王家の協力を得てマレー半島南部のジョホールにジョホール王国を建て、港市国家を再興した。ジョホール王国では、1612年に「ブンダハラ」と称される世襲の宰相によって、マラッカ王国の盛衰を記した歴史書『スジャラ・ムラユ』が整えられている。
ジョホール王国の王（スルタン）は、交易従事者が必要とするすべての施設を提供した。17世紀後半に黄金時代をむかえたジョホールは、スマトラ島の胡椒や金、マレー半島の錫を主な交易品として、外来商人たちを引きつけ、ジョホール王国自身もインド綿布を購入するため、オランダ公認の下でインド東部のベンガル地方や南東部のコロマンデル海岸に船舶を派遣し、さらには中国の南シナ海沿岸に船舶を派遣して交易の振興に努めた。また、香辛料を輸入するため、さかんにマカッサル王国とも交易をおこなった。こうした努力により、中国南部や台湾からの商人、ベトナム・カンボジア・シャムの商人、また、アラブ人、インド人の商人がジョホールの王都に多数逗留し、さらにポルトガル人、イギリス人、デンマーク人らも寄港した。17世紀後半、ジョホールは東西の中継貿易港として、オランダ領マラッカをしのぐ繁栄をきずいている。
一方、スンダ海峡に臨むジャワ島西部の港市バンテンは16世紀から18世紀にかけて栄えた港市で、イスラーム政権バンテン王国の王都として最盛期には10万人前後の人口を擁していたといわれている。文献資料による従来の研究では、バンテンがオランダに屈服した1683年以降は衰退期とみなされてきたが、遺跡から出土する陶磁器片の量は18世紀代のものが圧倒的に多いことが確認されており、遺物の詳細な検討により、この時期のバンテンが、東の華人によるジャンク船の交易ネットワークと西のインド洋イスラーム交易ネットワークの結節点という役割をにない、中国産ないし日本の肥前産の陶磁器の再輸出センターとして繁栄していたことが判明した。現在、今まで蓄積された詳細かつ精緻な陶磁器研究の成果を活用した考古学的研究法が採用されることによって、港市国家の内実や東西交易ネットワーク全体の構造や動態がいっそう明らかになりつつある。
15世紀末に建てられたスマトラ島北部のアチェ王国は、マラッカ陥落後も胡椒と錫の貿易で繁栄した。全盛期は17世紀の前半で、ポルトガル勢力およびジョホール王国とのあいだに「三角戦争」と呼ばれる三者抗争を戦い、オスマン帝国のスレイマン1世の支援を取り付けたことで、一時、両者に対し優位に立った。オランダとジョホールの連合によりマラッカよりポルトガル勢力を駆逐したのちは、両者と友好的な関係を築いた が、1871年、オランダ東インド政庁が1871年のスマトラ条約
スマトラ条約によってイギリスの干渉を排除すると、1873年、マラッカ海峡の安全確保を名目にアチェ王国の保護領化を企図して王国への侵攻を開始した。これがアチェ戦争であるが、アチェの人々の頑強な抵抗により、この戦争は長期化し、オランダ軍がスマトラ全土を制圧してインドネシア全体の植民化（オランダ領東インド）が完成したのは1912年のことであった。
スラウェシ島（セレベス島）の港市マカッサル（ウジュン・バンダン）は、西のジャワ島やマレー半島と東のモルッカ諸島を結ぶ中継貿易港として、また、マカッサル王国（ゴワ＝タッロ王国）の王都として繁栄した。香料産地モルッカ諸島を後背地とするマカッサルは、16世紀における東南アジア島嶼部最大の都市であったといわれる。中小の港市を帰属させたマカッサルの王は、すべての来訪者が商売を行う権利を保障して自由貿易政策を維持した。戦略上の要地であったため、近世にはポルトガル、イギリス、オランダの侵入を受けた。しかし、そのなかでオランダが専売会社を設立する試みをいったんは阻止している。王国の最盛期は17世紀前半から中葉にかけてであり、17世紀後半にはオランダ領となった。なお、スラウェシ島全体がオランダ領東インドに帰属したのは1905年のことであった。

## 港市国家と後背地
東南アジアの港市国家の立地は必ずしも一様ではなかったが、それに対し、港市と後背地の区別は明瞭であり、両者は好対照をなしていた。港市は、対外的な交易と地域における主要な消費地であって、各地域の政治と経済の中枢を担い、また、来訪者に対し、広く開かれていたのに対し、後背地は消費財の生産地であり、外来者に対してはむしろ閉じられていた。そもそも港市支配者は、外来商人と領域内の住民とを仲立ちすることこそが自らの拠って立つ基盤であった。内陸部の後背地から港市には、胡椒・ナツメグ・丁字などの香辛料や穀物などといった農産物、沈香などの香木、竜脳などの香料、黒檀・蜜蝋・籐などの林産物、金や錫などの鉱産資源、さらには犀角や象牙といった動物由来の産物が供給され、沿岸部の後背地からは、鼈甲、珊瑚、真珠、燕巣、ナマコ、海草などの水産資源が主にもたらされ、港市はその集散地となった。
港市には、現地の支配層と外国人居留民がおり、後背地には被支配層の在地民が住んでいたが、支配層と被支配層は民族的出自が異なる場合が多く、たがいに日常的な接触を持たないケースが多かった。他方、高価格で取引される交易品を生産する地元民と外国人商人との接触は厳しく規制され、これらの生産・採集・漁労および集荷は現地の支配・被支配関係を通して行われていた。特に内陸部の住民にとって、外国人商人はしばしば感染症を現地に持ち込んだり、武力を背景に奴隷狩りをおこなったりする危険な存在でもあった。東南アジア各地で流布された「人喰い族」や「女人が島」「妊婦を人柱にする王」などといった「野蛮」「原始的」「好戦的」ないし「不気味」な風聞や伝承の数々は、外国人商人が直接生産地に進出することを阻止するために、港市の支配者によって、むしろ意図的に流布されたものだったのである。さらにまた、王の超人性を示す口承の存在は、「文明世界」と「異界」とを介在する者としての性格を濃厚に内包するものであった。